# Córdoba (ort i Colombia, Nariño, lat 0,86, long -77,52)
Córdoba är en ort i Colombia.   Den ligger i departementet Nariño, i den sydvästra delen av landet, 600 km sydväst om huvudstaden Bogotá. Córdoba ligger 2 850 meter över havet och antalet invånare är 3 784.
Terrängen runt Córdoba är kuperad västerut, men österut är den bergig. Runt Córdoba är det ganska tätbefolkat, med 52 invånare per kvadratkilometer. Närmaste större samhälle är Ipiales, 14,8 km väster om Córdoba. I omgivningarna runt Córdoba växer i huvudsak städsegrön lövskog.